# Жирово (Новгородская область)
Жирово — деревня в Хвойнинском муниципальном районе Новгородской области, относится к Боровскому сельскому поселению.
В деревне на 1 января 2009 года было одно хозяйство и постоянно проживали 2 человека. Площадь земель деревни — 6,44 га.
Жирово находится на высоте 166 м над уровнем моря, на восточном берегу Чёрного озера и к западу от Видимирского озера. Близ Жирова в километре к юго-востоку расположена деревня Гусево.

## Население
| 2009 | 2010 | 2012 | 2013 |
| ---- | ---- | ---- | ---- |
| 2    | ↘1   | →1   | →1   |

## История
Жирово в Боровичском уезде Новгородской губернии относились к Миголощской волости. На 1896—1897 гг. в Жирове было 9 дворов, проживали 24 мужчины и 24 женщины, а также было 4 детей школьного возраста — 2 мальчика и 2 девочки.
К 1924 году Жирово было в составе Гусевского сельсовета в Миголощской волости. 3 апреля 1924 постановлением ВЦИК Миголощская волость была присоединена к Кончанской волости Боровичского уезда, 1 августа 1927 года постановлением ВЦИК Боровичский уезд вошёл в состав новообразованного Боровичского округа Ленинградской области, Гусевский сельсовет вошёл в состав новообразованного Кончанского района этого округа. В ноябре 1928 года к Песковскому (бывшему Гусевскому) была присоединена часть упразднённого Рысовского сельсовета. Постановлением ЦИК и СНК СССР от 23 июля 1930 года Боровичский округ был упразднён, район стал подчинён Леноблисполкому. В 1931 году в деревнях Зихново и Жирово была организована сельхозартель «Красное Зихново». Постановлением Президиума ВЦИК от 1 января 1932 года Кончанский район был упразднён, а Песковский сельсовет вошёл в состав Хвойнинского района. Указом Президиума Верховного Совета СССР от 5 июля 1944 года Хвойнинский район вошёл во вновь образованную Новгородскую область.
На основании решения Хвойнинского райисполкома в 1950 году в колхоз «8-е Марта» были объединены все колхозы Песковского сельсовета. 8 июня 1954 года решением Новгородского облисполкома № 359 Песковский сельсовет был присоединён к Боровскому сельсовету. 27 сентября 1960 года в колхоз «Верный путь» присоединили колхоз «8-е Марта» прежнего Песковского сельсовета, и переименовали в колхоз имени Героя Советского Союза, Денисова Алексея Макаровича уроженца соседней деревни Зихново. Во время неудавшейся всесоюзной реформы по делению на сельские и промышленные районы и парторганизации, в соответствии с решениями ноябрьского (1962 года) пленума ЦК КПСС «о перестройке партийного руководства народным хозяйством», с 10 декабря 1962 года Решением Новгородского облисполкома № 764, Хвойнинский район был упразднён, Жирово и Боровской сельсовет вошли в крупный Пестовский сельский район, а 1 февраля 1963 года Президиум Верховного Совета РСФСР своим Указом утвердил Решение Новгородского облисполкома, но пленум ЦК КПСС, состоявшийся 16 ноября 1964 года, восстановил прежний принцип партийного руководства народным хозяйством, после чего Указом Верховного Совета РСФСР от 12 января 1965 года и сельсовет и деревня во вновь восстановленном Хвойнинском районе.
28 августа 1974 года решением Хвойнинского райисполкома № 89 года колхоз имени Денисова A.M. был реорганизован в совхоз имени Денисова A.M. директором стал председатель прежнего колхоза Григорьев Пётр Константинович. 21 декабря 1992 года совхоз имени Денисова реорганизован в ТОО имени Денисова, а 29 декабря 1999 года ТОО реорганизовано в сельскохозяйственный кооператив (СК) имени Денисова.
С принятием закона от 6 июля 1991 года «О местном самоуправлении в РСФСР» была образована Администрация Боровского сельсовета (Боровская сельская администрация), затем Указом Президента РФ № 1617 от 9 октября 1993 года «О реформе представительных органов власти и органов местного самоуправления в Российской Федерации» деятельность Боровского сельского Совета была досрочно прекращена, а его полномочия переданы Администрации Боровского сельсовета. По результатам муниципальной реформы, с 2005 года деревня Жирово входит в состав муниципального образования — Боровское сельское поселение Хвойнинского муниципального района (местное самоуправление), по административно-территориальному устройству подчинена администрации Боровского сельского поселения Хвойнинского района.